# Forsthaus Hardt

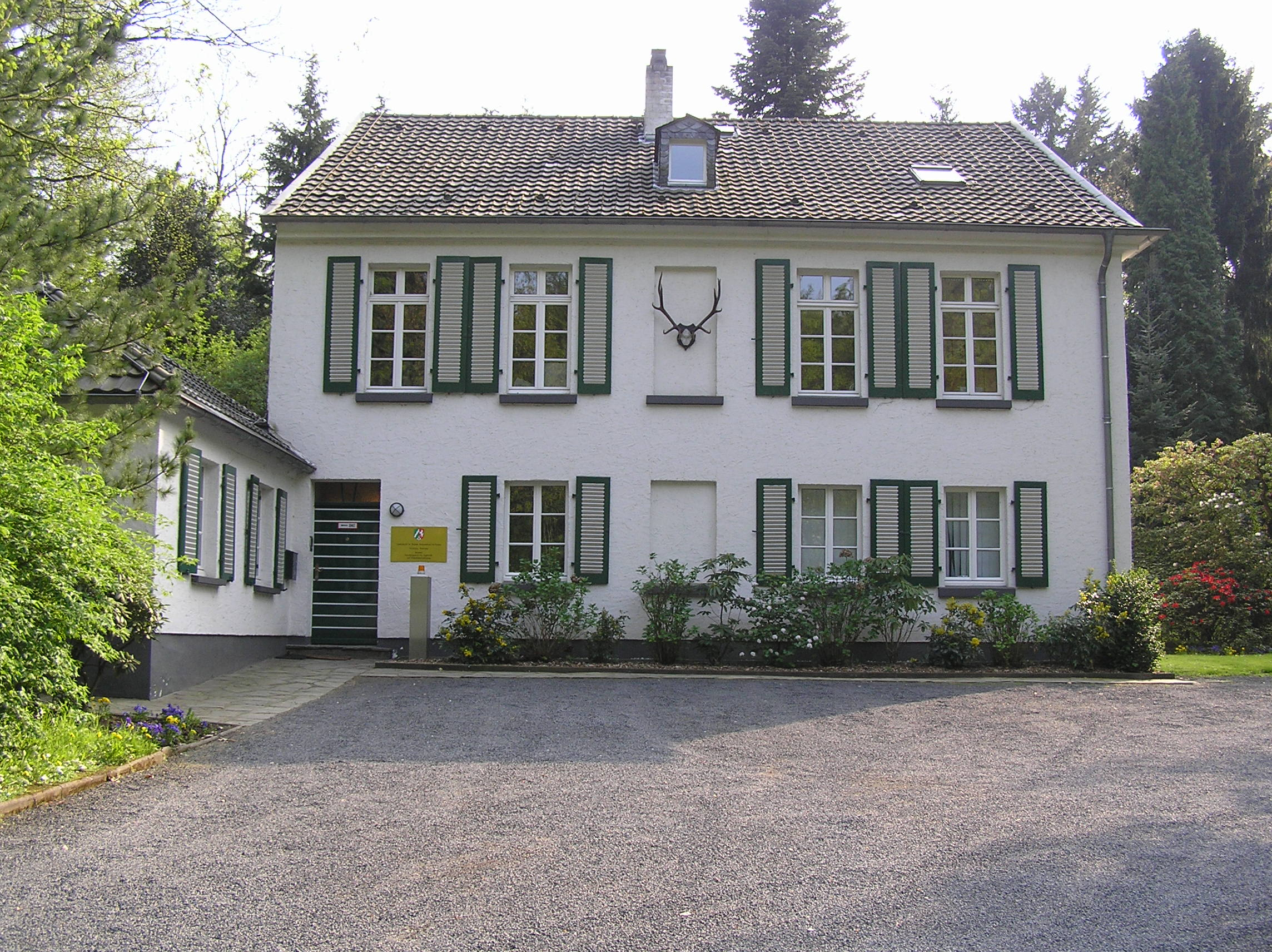
Forschungsstelle, 2006

Das Forsthaus Hardt befindet sich an Pützchens Chaussee 228, in Küdinghoven, Bonn. Es liegt in der Holtorfer Hardt und steht unter Denkmalschutz.
Das Gebäude wurde 1853 als repräsentatives Direktions- und Wohngebäude des Bonner Bergwerks- und Hütten-Vereins gebaut. Seit 1957 dient es als Dienstgebäude für die Forschungsstelle für Jagdkunde und Wildschadensverhütung des Landes Nordrhein-Westfalen (FJW) beim Landesamt für Natur, Umwelt und Verbraucherschutz Nordrhein-Westfalen, Leiter ist Michael Petrak.